# Hrabstwo Scott (Minnesota)
Hrabstwo Scott (ang. Scott County) – hrabstwo w stanie Minnesota w Stanach Zjednoczonych. Hrabstwo zajmuje powierzchnię 955 km². Według szacunków United States Census Bureau w roku 2010 liczyło 129 928 mieszkańców. Siedzibą administracyjną hrabstwa jest Shakopee.

## Miasta
- Belle Plaine
- Elko New Market
- Jordan
- Prior Lake
- Savage
- Shakopee